# Axel Wolph

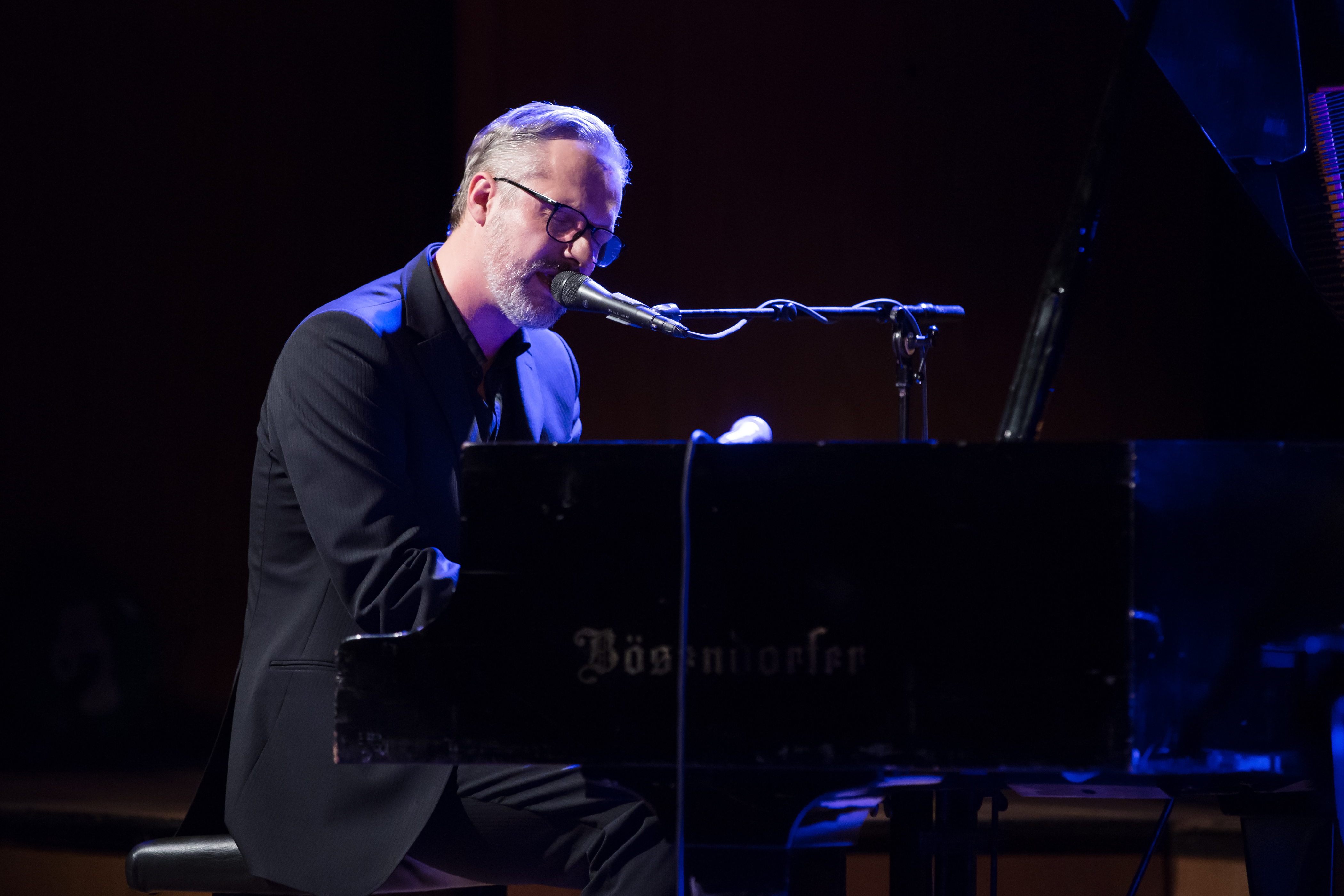
Axel Wolph (2015)

Axel Wolph (* 1979 in Linz) ist ein österreichischer Musiker und Musikproduzent. 

## Leben
Im Jahr 2011 nahm Wolph am österreichischen Vorentscheid Guten Morgen Düsseldorf für den Eurovision Song Contest 2011 teil.
2013 schrieb er als Titelsong für die Spendenaktion Licht ins Dunkel des ORF das Lied My Lights, das von Ben Sky (Petra Benovsky) gesungen wurde. 2014 folgte eine Interpretation von Conchita Wurst und 2015 durch Madita.

## Diskografie

### Alben
- 2000: Audible.Portrait.One (Solarplexx Music)
- 2007: Wedding Songs (United Indies / Monkey.)
- 2008: Poet With a Punk's Heart (United Indies / Monkey.)
- 2010: Suddenly There Was Peace and All That Terrible Noise Was Gone with the Wind, My Hands Lying Still on Top of My Feeltank (United Indies / Monkey. / Rough Trade Distribution)
- 2009: The Weekend Starts on Wednesday (United Indies / Monkey. / Broken Silence)
- 2013: LVOE – 13 Months, 13 Songs (United Indies / Monkey. / Rough Trade Distribution)

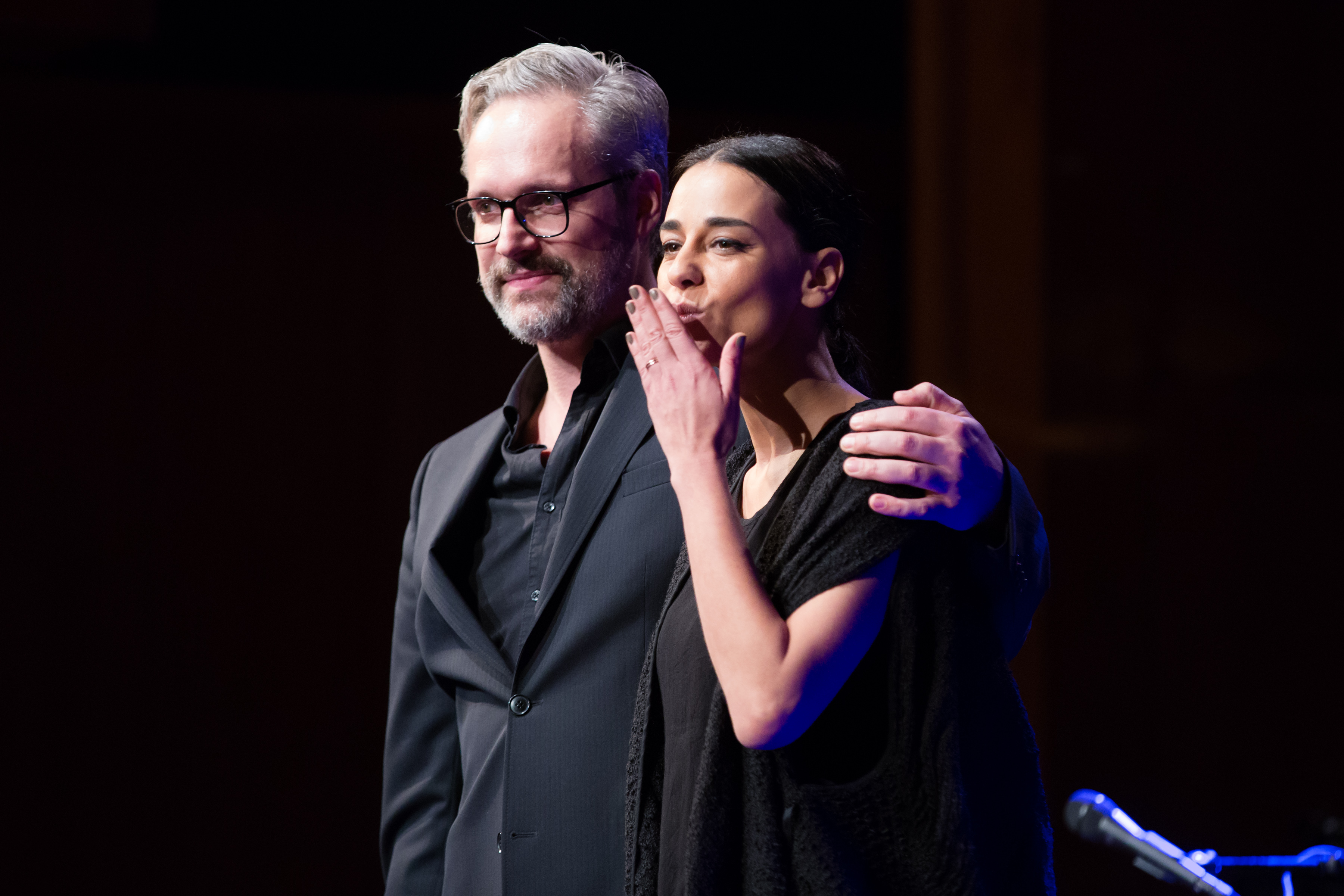
Axel Wolph und Madita (2015)

### Singles
- 2010: My Little Reminder feat. The Feeltank Orchestra (United Indies)
- 2013: My Lights feat. Ben Sky (United Indies)
- 2014: My Lights feat. Conchita Wurst (ORF Enterprise)
- 2015: My Lights feat. Madita